# Кизылка
Кизылка — деревня в Балахтинском районе Красноярского края России. Входит в состав Ровненского сельсовета.

## География
Деревня расположена в 65 км к северо-западу от районного центра Балахта.

## Население
| 1989 | 2002 | 2010 |
| ---- | ---- | ---- |
| 63   | ↘31  | ↘12  |

Гендерный состав
По данным Всероссийской переписи населения 2010 года 7 мужчин и 5 женщин из 12 чел.